# Megatoma
Megatoma pubescens is een geslacht van kevers uit de familie spektorren (Dermestidae). De wetenschappelijke naam van het geslacht is voor het eerst geldig gepubliceerd door Johann Friedrich Wilhelm Herbst in 1792. 1792 is de algemeen aanvaarde publicatiedatum van Herbsts Natursystem aller bekannten in- und ausländischen Insekten, der Käfer IV. Theil, hoewel een eerste deel daarvan, waarin Megatoma is beschreven, reeds in 1791 blijkt te zijn uitgegeven.

## Soorten
- Megatoma ampla
- Megatoma angularis
- Megatoma belfragei
- Megatoma conspersa
- Megatoma cylindrica
- Megatoma dolia
- Megatoma electra
- Megatoma falsa
- Megatoma friebi
- Megatoma giffardi
- Megatoma graeseri
- Megatoma indica
- Megatoma kaliki
- Megatoma leucochlidon
- Megatoma perversa
- Megatoma polia
- Megatoma pubescens
- Megatoma riedeli
- Megatoma ruficornis
- Megatoma tianschanica
- Megatoma trichorhopalum
- Megatoma trogodermoides
- Megatoma undata
- Megatoma variegata